# 曲爾皮希瓦瑟斯波特湖

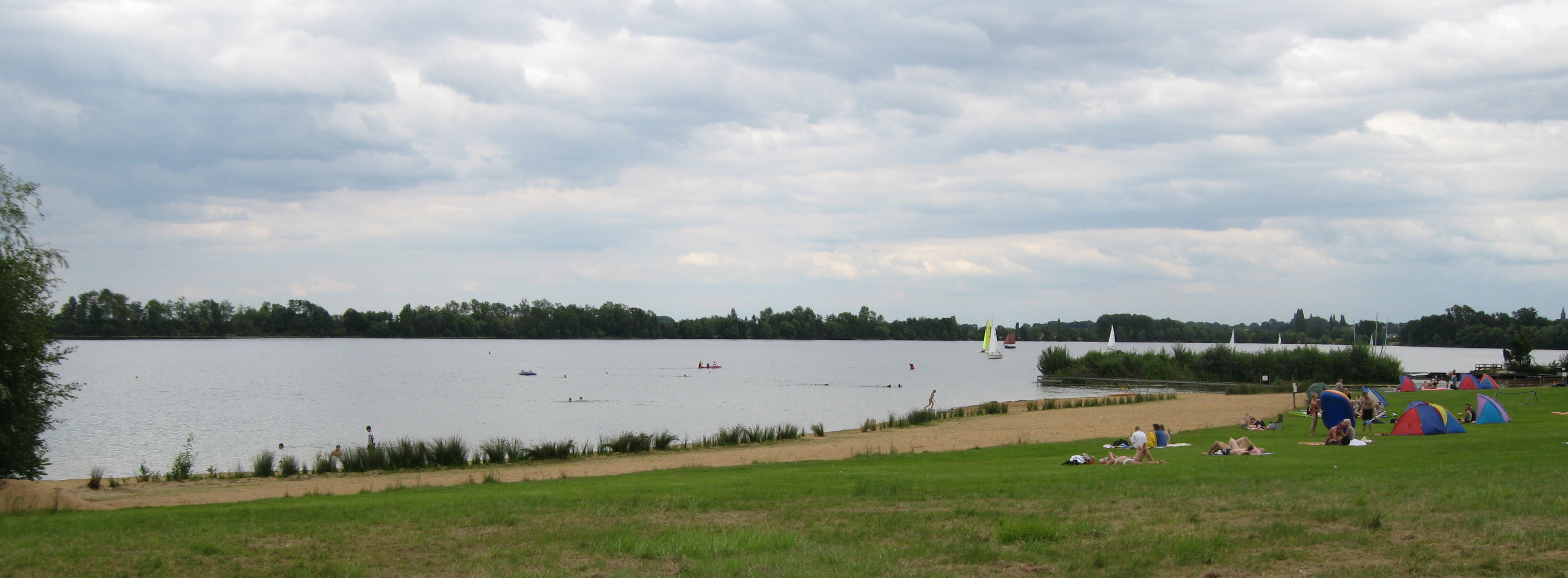

50°40′48″N 6°39′53″E / 50.68000°N 6.66472°E
曲爾皮希瓦瑟斯波特湖（德語：Wassersportsee Zülpich），是德國的湖泊，位於該國西部，由北萊茵-威斯特法倫州負責管轄，長1.2公里、寬0.5公里，面積0.85平方公里，海拔高度158米，最大水深38米。